# أفتشي (إيران)
أفتشي هي قرية في مقاطعة بارس أباد، إيران. يقدر عدد سكانها بـ 181 نسمة بحسب إحصاء 2016.